# Humboldtstrom

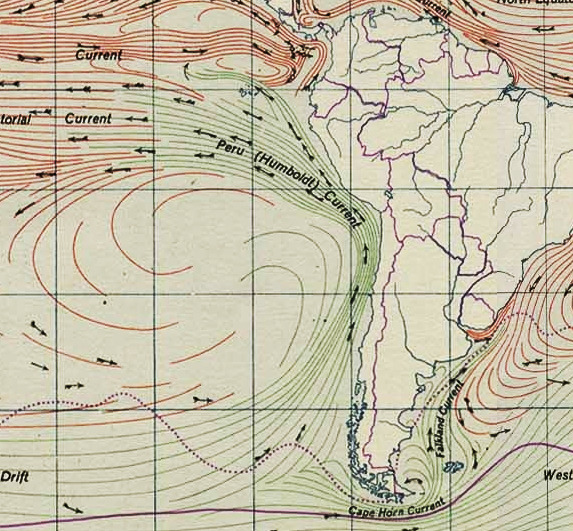
Humboldtstrom

Der Humboldtstrom, auch Perustrom, ist eine kalte, salzarme, oberflächennahe Meeresströmung an der Westküste Südamerikas, benannt nach dem deutschen Naturforscher Alexander von Humboldt, der 1845 in seinem Buch „Kosmos“ seine Messungen der kalten Meeresströmung veröffentlichte. Der Humboldtstrom hat seinen Ursprung in der Antarktis und fließt entlang der südamerikanischen Westküste von Chile und Peru nach Norden. Südlich des Äquators etwa auf der geografischen Breite des nördlichen Peru oder Ecuadors verlässt die Strömung die Küste und dreht nach Westen in Richtung des zentralen Pazifiks. Auf diesem Weg erwärmt sich das Wasser langsam und vermischt sich, um dann seinen Weg als warme Südäquatorialströmung fortzusetzen.
Der Humboldtstrom ist über 6500 km lang von ca. 45 Grad südlicher Breite bis ca. 4 Grad südlicher Breite und hat eine Breite von bis zu 900 Kilometer. Die Oberflächentemperatur (Sea Surface Temperature; SST) kann bis zu 15 Grad Celsius sinken und ist damit deutlich kälter (ca. 7 bis 8 °C) als andere Seegebiete gleicher geografischer Breite. Die Wassermassen des Humboldtstroms verdrängen andere subtropisch temperierte Wassermassen von der Küste und beeinflussen so das Küstenklima von Chile und Peru. Die nordwärts gerichtete Strömung zusammen mit den vorherrschenden Winden und dem damit einhergehenden Ekman-Transport führt nördlich des 30. Breitengrades südlicher Breite zu einem Auftriebsgebiet. Der Auftrieb von nährstoffreichem Tiefenwasser hat direkten Einfluss auf die biologische Produktion. Diese Meeresströmung gehört zu den produktivsten Gebieten der Welt und produziert weltweit den meisten Fisch pro Flächeneinheit. Hier werden ca. 18 bis 20 Prozent des weltweit gefangenen Meeresfisches gefangen. Die meisten gefangenen Fischarten sind pelagische Fische: Sardinen, Anchovis und Makrelen. Diese hohe Produktion macht kommerzielle Fischerei möglich und ist auch für eine große Population von marinen Meeressäugern (Ohrenrobben und Walen) und -vögeln verantwortlich.
Das kalte Wasser des Humboldtstroms kühlt die darüber fließende Luft ab, bevor sie auf die Küste Südamerikas in Chile, Peru und Ecuador trifft. Die abgekühlte Luft verringert die Niederschlagswahrscheinlichkeit, auch wenn sich entlang der Küste Wolken und Nebel regelmäßig bilden. Aufgrund dieses Effekts ist der Humboldtstrom für die Trockenheit der Atacama-Wüste im nördlichen Chile und der Küstengebiete Perus sowie der des südlichen Ecuadors verantwortlich.
Mit dem periodischen Auftreten des Phänomens El Niño schwächt sich der kalte Humboldtstrom mit großen sozio-ökonomischen und klimatischen Auswirkungen ab.